# Indywidualne Mistrzostwa Polski na Żużlu 1960
Indywidualne Mistrzostwa Polski na Żużlu 1960 – zawody żużlowe, mające na celu wyłonienie medalistów indywidualnych mistrzostw Polski w sezonie 1960. Rozegrano cztery turnieje ćwierćfinałowe, dwa półfinały oraz finał, w którym zwyciężył Zygmunt Pytko.

## Finał
- Rybnik, 28 sierpnia 1960
- Sędzia:

| Msc. | Zawodnik                  | Klub         | Pkt  |             |  |
| ---- | ------------------------- | ------------ | ---- | ----------- |  |
| 1    | Konstanty Pociejkowicz    | Wrocław      | 15   | (3,3,3,3,3) |  |
| 2    | Marian Kaiser             | Gdańsk       | 13+3 | (2,3,3,2,3) |  |
| 3    | Bernard Kacperak          | Częstochowa  | 13+2 | (3,2,3,3,2) |  |
| 4    | Paweł Waloszek            | Gdańsk       | 13+1 | (3,2,2,3,3) |  |
| 5    | Joachim Maj               | Rybnik       | 11   | (1,3,1,3,3) |  |
| 6    | Jan Malinowski            | Rzeszów      | 9    | (3,2,0,2,2) |  |
| 7    | Bronisław Rogal           | Gorzów Wlkp. | 8    | (2,3,2,1,d) |  |
| 8    | Kazimierz Bentke          | Leszno       | 6    | (0,1,3,1,1) |  |
| 9    | Stanisław Rurarz          | Częstochowa  | 6    | (1,1,2,u,2) |  |
| 10   | Roman Gąsior              | Krosno       | 5    | (0,2,2,0,1) |  |
| 11   | Wiesław Rutkowski         | Piła         | 5    | (1,1,0,1,2) |  |
| 12   | Edward Kupczyński         | Bydgoszcz    | 4    | (1,0,1,2,0) |  |
| 13   | Janusz Kościelak          | Rzeszów      | 3    | (2,0,1,u,0) |  |
| 14   | Norbert Świtała           | Bydgoszcz    | 3    | (0,d,d,2,1) |  |
| 15   | Rajmund Świtała           | Bydgoszcz    | 2    | (2,0)       |  |
| 16   | Stanisław Kaiser          | Gdańsk       | 2    | (0,1,1,d,d) |  |
|      | rez. Bronisław Idzikowski | Częstochowa  | 1    | (0,1)       |  |
|      | rez. Marian Philipp       | Rybnik       |      | (ns)        |  |
|      | rez. Stefan Kwoczała      | Częstochowa  |      | (qns)       |  |
|      | rez. Stefan Kępa          | Rzeszów      |      | (qns)       |  |